# Björkvintermätare
Björkvintermätare, Lycia pomonaria, är en fjärilsart som först beskrevs av Jacob Hübner 1790. Björkvintermätare ingår i släktet Lycia och familjen mätare, Geometridae.  Arten har livskraftiga (LC) populationer i både Sverige och i Finland. Två underarter finns listade i Catalogue of Life, Lycia pomonaria nigricans Beljaev, 1996 och Lycia pomonaria pomonaria (Hübner, 1790)

## Bildgalleri

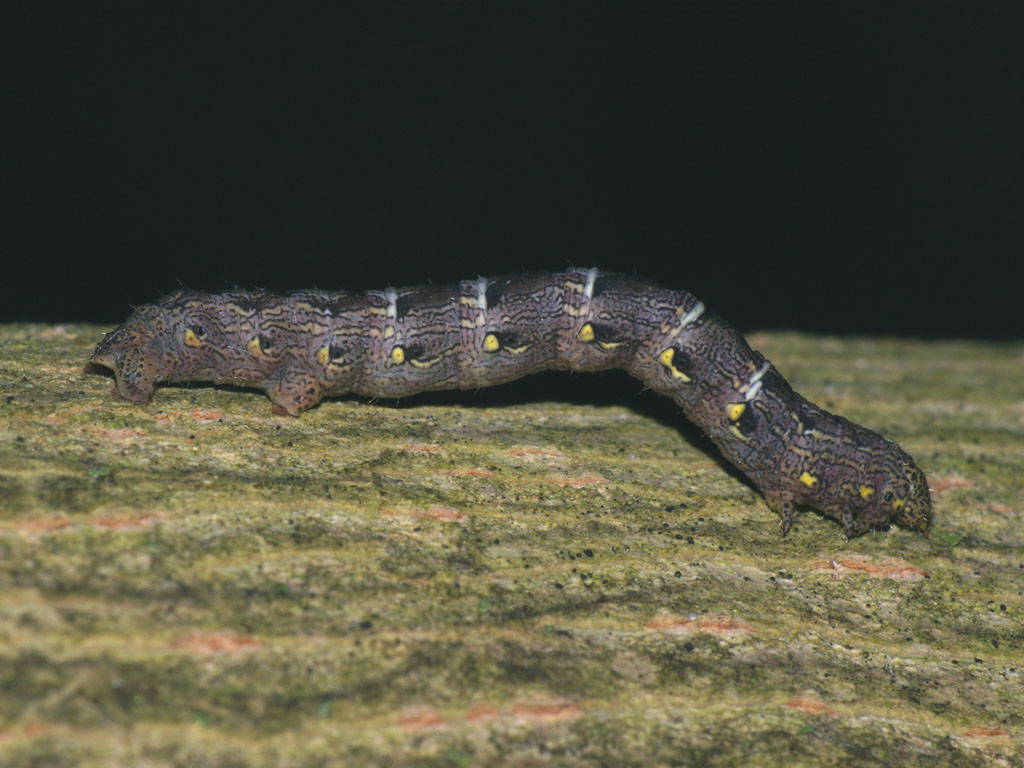
Fjärilens larv.
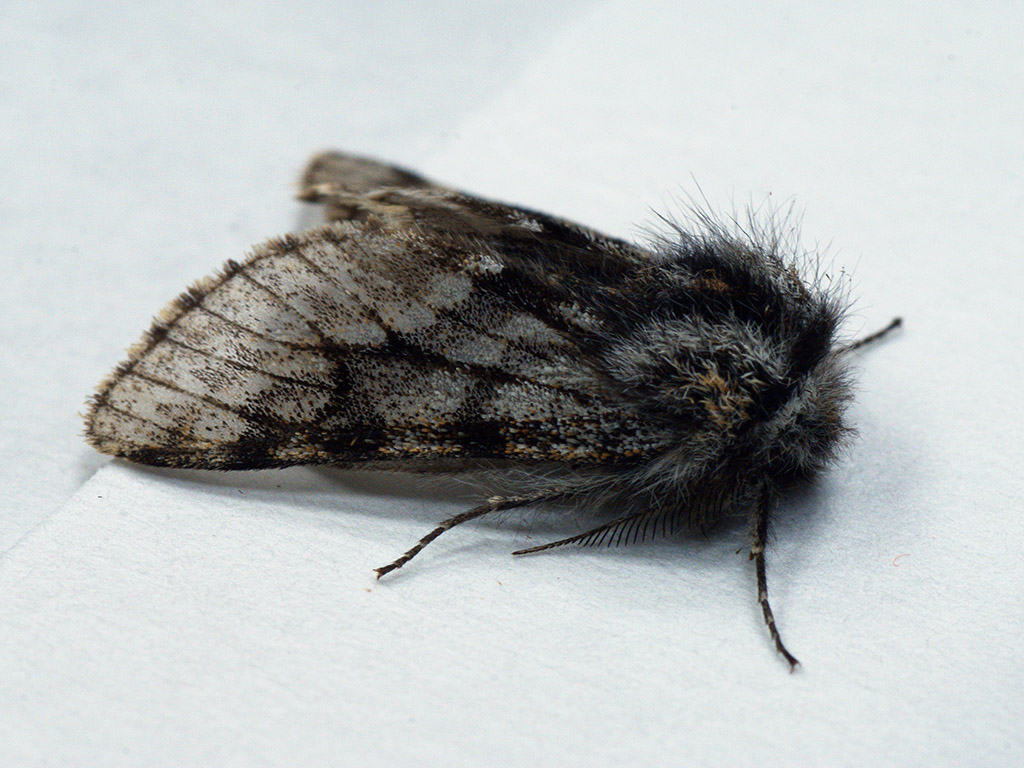
Imago fjäril.
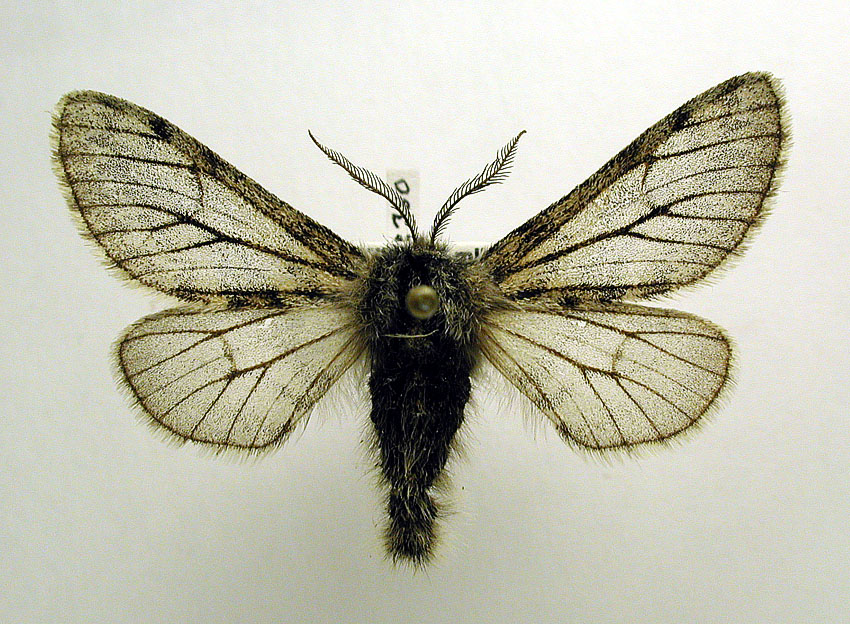
Preparerad (uppnålad) imago fjäril, hane.